# Jean-Alexandre Vaillant
Jean Alexandre Vaillant (n. 28 octombrie 1804, Paris, Prima Republică Franceză – d. 18 martie 1886, Paris, Île-de-France, Franța) a fost un profesor, activist politic, istoric, lingvist și traducător francez și român, care s-a remarcat pentru activitățile sale în Țara Românească și pentru sprijinul său pentru Revoluția din 1848 din Țara Românească. Naționalist și francmason romantic, a fost asociat al facțiunii liberale atât în Țara Românească, cât și în Moldova, precum și colaborator al lui Ion Heliade Rădulescu, Ion Câmpineanu, Mitică Filipescu și Mihail Kogălniceanu.
Meditator și mai târziu profesor la Colegiul „Sfântul Sava” din București în anii 1830, a ridicat suspiciuni pentru implicarea sa în conspirații politice și a fost în cele din urmă interzis în Țara Românească. Vaillant a susținut unificarea Principatelor Dunării și a altor zone locuite de români, un ideal pe care l-a exprimat în mod deosebit în lucrarea sa din 1844 La Roumanie. Creditat că a mediatizat cauza românească în țara sa natală în anii 1850 și că a introdus referințele moderne la „România” în discursul internațional, s-a întors pentru scurt timp la București și a fost naturalizat de noul stat român în 1864. Starea comunității de romi era un alt interes al lui Vaillant, iar practica sclaviei romilor l-a determinat să-și exprime sprijinul pentru scopurile aboliționiste.

## Carieră

### Meditator particular

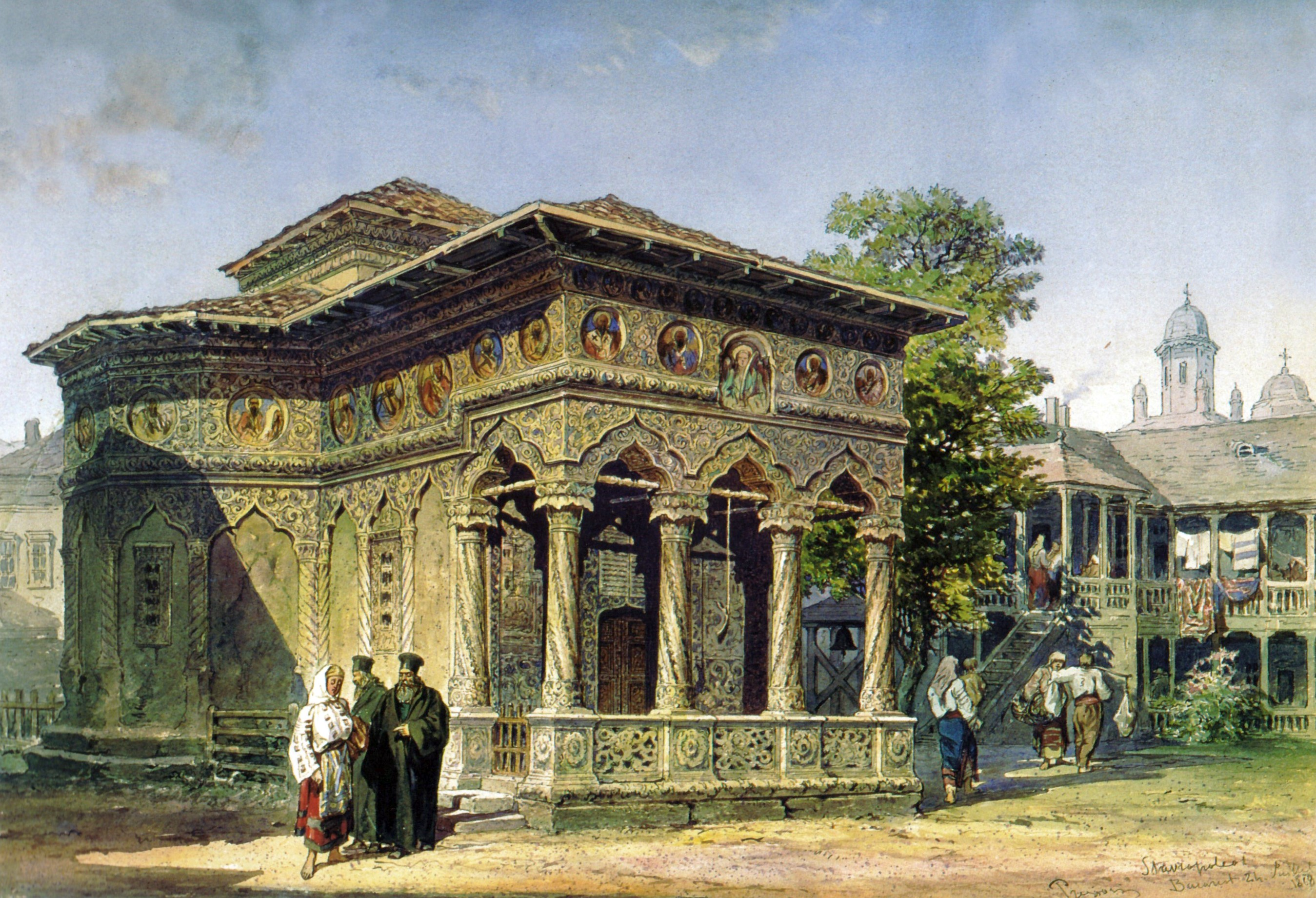
Biserica Stavropoleos într-o acuarelă din 1868 de Amedeo Preziosi

Vaillant a ajuns la București la 4 noiembrie 1829, fiind angajat pentru prima dată ca profesor de limbă franceză de către Marele Banu George Iordachi, membru al familiei de boieri Filipescu. Alăturându-se unei comunități considerabile de francezi și alți expatriați europeni, el a fost, potrivit istoricului Nicolae Iorga, „singurul [dintre ei] a cărui activitate literară a fost capabilă să servească apropierea dintre îndepărtata Franță și această țară latină de pe Dunăre”.
Și-a reziliat contractul în primăvara anului următor și a decis să deschidă școala pentru băieții cu vârsta cuprinsă între 12 și 15 ani; inițiativa a fost mediatizată de revista lui Heliade Rădulescu Curierul Românesc. Școala lui Vaillant era situată în clădirile deținute de Serdar Popa, în vecinătatea Mănăstirii Stavropoleos. Împreună cu activitățile similare ale lui Félix Colson (care îndruma tineri membri ai familiei Văcărescu) și cele ale Cuénim din Moldova și abatele Lhommé, acestea au adus un pas important în occidentalizarea societății românești, contribuind în același timp la creșterea admirației pentru Franța în rândul tinerilor boieri. De asemenea, a reprezentat un punct de cotitură în învățământul în limba greacă, care fusese norma înainte și în timpul epocii fanariote (încă din secolul al XVII-lea la inițiativele domnitorului Matei Basarab). Memorialistul Ion Ghica a remarcat mai târziu că, printre elevii lui Vaillant, se numărau descendenți ai familiei Filipescu, precum și cei ai soților Grădișteanu, Bălăceanu, Rosetti, Golescu și ai familiei sale (Ghica). Un alt elev al său a fost viitorul istoric și politician radical Nicolae Bălcescu. Vaillant a fost și profesor la o școală de fete, care funcționa fără școlarizare.

### Profesor laColegiul „Sfântul Sava”
În 1832 a fost numit profesor de limbă franceză și director de internat la prestigiosul Colegiu „Sfântul Sava”, pe care fusese însărcinat să-l modernizeze. Aceasta s-a întâmplat la sfârșitul războiului ruso-turc din 1828–1829, când trupele imperiale ruse preluaseră administrația Țării Românești, fără a o scoate de sub tutela otomană. Vaillant a reușit să convingă noile autorități după ce a scris o poezie în onoarea guvernatorului Pavel Kiselyov.
Standardele înalte pe care le-a susținut i-au câștigat și mai multă popularitate, precum și un salariu de două ori mai mare decât al personalului local. Cu toate acestea, contractul său a fost reziliat în 1833 sau 1834. Motivul este neclar: unele surse l-au atribuit susținerii de către Vaillant a principiilor naționaliste în fața studenților săi, care ar fi ridicat suspiciuni din Rusia, care supraveghea administrarea țării sub regimul Regulamentului Organic; alții încă susțin că a fost implicat într-un conflict cu inspectorul Petrache Poenaru (la rândul său, această dispută a fost pusă pe seama activităților lui Valliant ca francmason sau că acesta a continuat să predea în privat, concurând astfel cu angajatorii săi de stat).
Vaillant a publicat și un manual concis de limbă și gramatică română (1836), destinat ca instrument de învățare pentru francezi (Grammaire valaque à l'usage des français). Conține un glosar precum și o privire de ansamblu istorică și traduceri de poezii (în special, „Ruinurile Târgoviștii” a lui Vasile Cârlova și „Visul” a lui Heliade Rădulescu). În prefața acestei lucrări, Vaillant a subliniat originea latină a limbii române (în raport cu alte limbi romanice) și, detaliind, a susținut că „valaha este nimic altceva decât un dialect al limbii românești, nume care în sine servește pentru a-și indica descendența”.

### Conspirațiile și întoarcerea la Paris
Până la sfârșitul anilor 1830, Jean Alexandre Vaillant s-a implicat în tendința liberală de opoziție la regimul Regulamentului Organic, angajându-se în conflict cu domnitorul Alexandru al II-lea Ghica. Ca atare, s-a asociat mai întâi cu Ion Câmpineanu, care s-a remarcat în Sfatul boieresc în opoziție cu politicile lui Ghica. Potrivit lui Iorga, el a simpatizat și cu cauza altor popoare balcanice în conflictul lor cu Imperiul Otoman (inclusiv activitățile rebele ale activiștilor bulgari la Brăila și planurile elaborate de fostul prinț al Serbiei, Miloš Obrenović, care locuia în București în acea perioadă).
În acel moment, el era o figură marcantă în francmasoneria valahă, care s-ar datora inspirației dintr-un sistem conspirativ aplicat pentru prima dată de Filiki Eteria în primele etape ale Războiului de Independență a Greciei; alți oameni implicați în această mișcare subversivă au fost, printre alții, Câmpineanu, Heliade Rădulescu, Mitică Filipescu, Nicolae Bălcescu, Eftimie Murgu. După ce Câmpineanu a fost învins, Vaillant s-a raliat cu o conspirație formată în jurul lui Filipescu; la 18 noiembrie 1840, în timp ce autoritățile au oprit mișcarea lui Filipescu, acesta a fugit din București, îndreptându-se spre capitala Moldovei, Iași. Potrivit lui Iorga, implicarea lui Vaillant în mediul revoluționar, și mai ales cu Filipescu și Heliade Rădulescu, îl făcuse obiect unor suspiciuni. Abia la Iași a devenit asociat al lui Kogălniceanu, după ce s-a interesat de cronicile moldovenești pe care acesta din urmă le revizuia și le publica; mai târziu, s-a propus ca volumul La Roumanie (1844) al lui Vaillant să conțină secțiuni de text la care a contribuit de fapt scriitorul moldovean. La 19 iunie 1841, Adunarea Valahă a votat expulzarea lui pe termen nelimitat din țară pentru rolul său în încercarea revoluționară a lui Filipescu.
Vaillant s-a întors la Paris, unde a continuat să-și publice argumentele în favoarea cauzelor muntenești și moldovenești. La 2 august 1844, a vorbit în fața Societății Orientale, din care fusese făcut membru, protestând împotriva cenzurii impuse de Rusia în Principatele dunărene (a extins această perspectivă în La Roumanie).  La acea vreme, a devenit apropiat de Édouard Drouyn de Lhuys, președintele Société Orientale, al cărui sprijin pentru cauza etnicilor români l-a mobilizat în consecință. A luat legătura și cu poetul Alphonse de Lamartine, care, în 1846, a devenit șef al Societății Studenților Români.
Vaillant a continuat să publice diverse lucrări ale scriitorilor români, de data aceasta în Revue de l'Orient — printre colaboratorii săi s-au numărat Vasile Alecsandri, Nicolae Bălcescu, Cezar Bolliac, Mihail Kogălniceanu și Costache Negruzzi (cel din urmă a trimis în special nuvela sa „Alexandru Lăpușneanu”). Mai târziu avea să publice un volum care grupează câteva dintre lucrările lui Bolliac. Vaillant a primit, de asemenea, studenți români în oricare dintre cele trei loji pariziene la care ajutase să fie create: La Loge du Parfait Silence („Loja tăcerii perfecte”), La Loge de la Bonne Amitié („Loja bunei prietenii”) și La Loge de l'Athénée des Étrangers („Loja Ateneului Străinilor”). 

### Activismul târziu și naturalizare
După 1848, când Revoluția Valahă s-a încheiat prin ocupație de către trupele otomane și ruse, și până la Războiul Crimeei, Vaillant a continuat să tipărească pamflete care susțin cauza românească. Pe măsură ce trupele ruse se retrăgeau, pentru a fi înlocuite de o administrație austriacă provizorie, înlocuită la rândul său de un protectorat al puterilor (inclusiv Imperiul Francez), el a emis un text care susținea o unire moldo-valahe și sublinia autonomia celor două țări față de Poartă. În 1857, el a scris un apel către contele Colonna-Walewski, ministrul francez de externe, în care a cerut „simpatiile Franței” față de „moldo-valahi”, bazată pe „trecutul lor magnific și speranța viitorului lor”. La acea vreme, el a făcut mai multe referiri la România ca la langue d'or („limba de aur”), nume care figurează în special în titlul unei colecții de literatură română pe care a tipărit-o în 1851. Vaillant a scris, de asemenea, și articole critice la adresa separatiștilor moldoveni.
Unirea susținută de el s-a realizat în 1859, prin alegerea lui Alexandru Ioan Cuza conducător al celor două țări. Trei ani mai târziu, Vaillant a revenit la București pentru câteva luni, susținând prelegeri gratuite despre antichitate. El a fost naturalizat român în 1864, în același timp cu compatrioții și colegii săi activiști pro-români Paul Bataillard și Jean Henri Abdolonyme Ubicini. În plus, Domnitorul Cuza i-a acordat o pensie în valoare de 4,000 franci.
Jean Alexandre Vaillant a murit la Paris 22 de ani mai târziu și a fost înmormântat cu onoruri depline pe cheltuiala Regatului Român. Legația Română, condusă de secretarul său George Bengescu, și alți membri ai comunității românești din oraș, au însoțit mașina funerară. Bengescu a vorbit la ceremonie, referindu-se la Vaillant drept „un frate”, remarcând că el a fost unul dintre „curajoșii și entuziaștii pionieri ai regenerării politice și naționale a poporului român”.

## Convingeri

### La Romanie

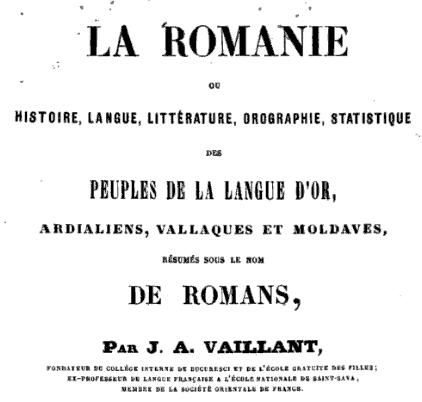
Prima pagină a La Roumanie, 1844

Lucrarea La Romanie scrisă de Vaillant în 1844 (în versiunea sa lungă, titlul a fost La Roumanie, ou Histoire, langue, littérature, orogrphie, statistique des peuples de la langue d'or, Ardialiens, Vallaques et Moldaves, résumés sur le nom de Romans) a fost revizuită în special de Nicolae Iorga în eseul său din 1918 despre relațiile franco-române. El a remarcat că Vaillant și-a extins sfera cercetărilor sale în istoria României din Țara Românească și Moldova, și în Transilvania condusă de Austria: „S-a preocupat [...], pentru prima dată, de românii din Transilvania, [o regiune] pe care a numit-o, ținând cont de termenul național [românesc] care servește la desemnarea acestui pământ aservit, Ardeal (Ardial), de unde Ardialiens (în Română: Ardeleni)".
De asemenea, Iorga a ajuns la concluzia că Vaillant a fost printre primele persoane care au folosit termenii „România” și „român” în sensul modern, după ce au fost în circulație de ceva vreme ca denumiri ale Țării Românești și ale cetățenilor ei (cunoscute în limba română ca Țara Românească, acesta din urmă principat ajunsese, susținea Iorga, să adopte termenul România ca auto-referință în momentul în care Vaillant își scria eseul). Numele au fost adoptate ulterior de Mihail Kogălniceanu, Vasile Alecsandri și alți revoluționari români. Versiunile franceze ale numelor „România” și „Români”, în forma susținută de Vaillant, urmau să fie Romanie și roma[i]n, ambele făcând aluzie la Roma Antică — acestea nu au fost primite ca neologisme, iar denumirile de durată în devenire Roumanie și roumain, probabil pe baza referințelor românești populare la rumân.
La Roumanie a oferit o relatare detaliată a istoriei regiunii, subliniind argumentele lui Vaillant în diverse aspecte controversate. A început cu o relatare despre Dacia și Dacia romană, care detaliază impactul romanizării, precum și eventuala retragere a administrației imperiale romane la sud de Dunăre sub Aurelian până în 270. Comentând pe larg originea românilor, el a subliniat că coloniștii romani au rămas în urmă în perioada migrației. Argumentând că aceștia proveneau dintr-o Peninsulă Italiană dominată de latifundii, până la Dacia „ca la un El Dorado”, el a explicat că era imposibil pentru ei să-și fi părăsit proprietatea și să devină nomazi (după cum au sugerat diferiți alți istorici). Vaillant a făcut comparații în special cu sfârșitul stăpânirii coloniale asupra Noii Franțe, precum și cu istoria românească timpurie modernă (observând că, în timpul războaielor ruso-turce și incursiunilor aferente, în timp ce boierii și alte personalități se refugiau în diferite regiuni, „proletarii nu au urmat exemplul").
Astfel, susținea el, când Transilvania a fost preluată de maghiari în secolul al IX-lea, românii erau prezența principală în zonă; el credea că numele în limba maghiară pentru Transilvania, Erdély, a fost împrumutat din română și își avea originile în numele latin Jupiter (vezi Numele istorice ale Transilvaniei). Vaillant a susținut, de asemenea, opinia conform căreia Țara Românească a fost înființată de românii ardeleni care doreau să-și păstreze credința ortodoxă răsăriteană în fața presiunilor romano-catolice care decurg din Regatul Ungariei — Iorga nu a fost de acord cu această teză, subliniind-o pe a sa (conform căreia Țara Românească a fost creată prin unirea mai multor comunități locale). Vaillant a făcut un rezumat al evoluțiilor ulterioare din istoria Transilvaniei, făcând referiri la Revolta de la Budai Nagy Antal, la carierele lui Ioan de Hunedoara, fiul său Matthias Corvinus și Nicolaus Olahus (văzându-i pe toți trei ca fiind români, el a susținut în mod eronat că Ioan era nativ din Oltenia), și la cuceririle transilvănene ale domnitorului moldovean Petru Rareș (căruia, credea el, îi fusese atribuit tronul Transilvaniei de către sultanul Suleiman Magnificul).
Relatarea pe care a dat-o despre domnia lui Mihai Viteazul, în timpul căreia Țara Românească, Transilvania și Moldova au fost unite pentru prima dată sub un singur conducător, avea să-l inspire pe elevul său Nicolae Bălcescu (care avea să scrie un întreg volum despre această perioadă, intitulat Românii supt Mihai-Voievod Viteazul). El a atribuit incursiunea lui Mihai în Transilvania după ce i-a „văzut pe frații săi tratați ca niște iobagi de către cuceritorii maghiari și de străinii sași” și a deplâns „asasinarea lui lașă” din ordinul generalului imperial Giorgio Basta. El a atribuit în special eșecurile politice ale principelui valah Radu Șerban opoziției imperiale, susținând că altfel ar fi putut restabili domeniul lui Mihai.
Referitor la secolul al XVIII-lea și începutul secolului al XIX-lea, Vaillant a menționat în treacăt începutul stăpânirii habsburgice în Transilvania, convertirile greco-catolice dintre români în schimbul promisiunii neîmplinite de drepturi politice, și interesul pe care Moise Nicoară l-a avut pentru Revoluția Franceză. Citându-l pe George Barițiu, o figură importantă a Școlii Ardelene, el a remarcat că majoritatea ardelenilor erau români (1,2 milioane, spre deosebire de cei 900.000 de membri ai tuturor celorlalte etnii), și a povestit propria sa răspândire a idealurilor de unificare printre transilvănenii expatriați din Țara Românească.
Pe lângă aceste principii, La Roumanie a oferit detalii despre istoria Bucureștiului în anii 1830, inclusiv numărul și tipul de vagoane și trăsuri (70 de călești hansom, 1.775 de faetoni și 7.502 de căruțe), și cea a hanurilor și hotelurilor (a calculat că erau 20 din fiecare).

### Despre sclavia romilor
Vaillant a scris, de asemenea, o lucrare despre istoria poporului rom, la care s-a referit ca Romes sau „bohemienii actuali”. Axată pe comunitatea de romi din Țara Românească și Moldova, lucrarea a fost o investigație a sclaviei la care au fost supuși romii în ambele meleaguri. Făcând referire la corvées cerute de la țărani, Vaillant a subliniat: „dacă țăranul este iobag, țiganul este în întregime sclav”, remarcând totodată prevalența sclaviei în societatea românească, inclusiv în Biserica Ortodoxă („statul le vinde, întreprinzătorii privați le cumpără, iar călugării stau și ei cu palmele la vedere”).
Acesta a precizat că instituția s-a bazat pe soluționarea problemei romilor, indicând că majoritatea membrilor etniei și-au abandonat stilul de viață semi-nomad, comentând că cei puțini rămași „nu plătesc taxe, dar nici nu valorează mai mult decât lupii din pădure pentru țara lor”. Reflectând asupra statutului sclavilor implicați în munca manuală, el a oferit o relatare indignată a modului în care au fost înlănțuiți. Părerile aboliționiste ale lui Vaillant au avut probabil o influență asupra studenților săi și, probabil, au contribuit la proclamația de încheiere a sclaviei care a fost emisă în timpul Revoluției din Țara Românească din 1848. 

## Lucrări (selecție)
- Grammaire valaque à l'usage des français („Gramatica valahă pentru francezi”), 1836
- Grammaire roumaine („Gramatica română”), 1840
- Vocabulaire roumain-français et français-roumain („Vocabularul româno-francez și francez-român”), 1840
- La Roumanie, ou Histoire, langue, littérature, orographie, statistique des peuples de la langue d'or, Ardialiens, Vallaques et Moldaves, résumés sur le nom de Romans ("România, sau The History, Language, Literature, Orography, Statistics of Oamenii cu o limbă de aur, ardialii, valahii și moldovenii, numiți în mod concis romani"), 1844
- Les Romes, histoire vraie des vrais Bohémiens („Romii, istoria actuală a boemilor actuali”), 1857